# Lophoptera illucida
Lophoptera illucida là một loài bướm đêm trong họ Noctuidae.